# NASA X-38
X-38 Crew Return Vehicle (CRV) byl prototyp záchranného dopravního prostředku v podobě vztlakového tělesa, který měl být použit pro návrat posádky z Mezinárodní vesmírné stanice (ISS). Jedná se o experimentální americký letoun řady Letadla X (anglicky X-planes). Vývoj prototypu X-38 byl zastaven v roce 2002 kvůli snížení rozpočtu.
Počet členů posádky ISS byl omezen na tři osoby, protože ruský Sojuz TMA, jenž zůstal připojen k ISS, pojme pouze tři členy posádky. Od května 2009 čítá díky dvěma zaparkovaným Sojuzům posádka ISS 6 členů. Vzhledem k tomu, že je nezbytné, aby se členové posádky mohli v případě zdravotních či jiných potíží vrátit zpět na Zemi, mělo být CRV již od počátku schopno pojmout až sedm členů posádky, což by znamenalo že by na palubě ISS mohlo být současně sedm astronautů.